# Lijst van rijksmonumenten in Den Haag/Segbroek
Het stadsdeel Segbroek in Den Haag kent 18 inschrijvingen in het rijksmonumentenregister; hieronder een overzicht.

## Bloemenbuurt
De Bloemenbuurt in de wijk Bomen- en Bloemenbuurt kent 11 rijksmonumenten:
| Object                        | Oorspronkelijke functie? | Bouwjaar | Architect | Locatie                | Coördinaten?                 | Nr.?   | Afbeelding                    |
| ----------------------------- | ------------------------ | -------- | --------- | ---------------------- | ---------------------------- | ------ | ----------------------------- |
| Schoolgebouw                  | Onderwijs en wetenschap  | 1956     |           | Goudsbloemlaan 131     | 52° 4' 39" NB, 4° 15' 32" OL | 530908 | Meer afbeeldingen             |
| Speelplaats                   | Tuin, park en plantsoen  | 1956     |           | Goudsbloemlaan bij 131 | 52° 4' 39" NB, 4° 15' 33" OL | 531546 | Meer afbeeldingen             |
| Conciërgewoning               | Woonhuis                 | 1956     |           | Goudsbloemlaan 133     | 52° 4' 38" NB, 4° 15' 33" OL | 530909 | Meer afbeeldingen             |
| Grotiuslyceum                 | Onderwijs en wetenschap  | 1955     |           | Klaverstraat 7         | 52° 4' 23" NB, 4° 15' 22" OL | 530834 | Meer afbeeldingen             |
| Papaverhof, eengezinswoningen | Woonhuis                 | 1919-22  | J. Wils   | Klimopstraat 1         | 52° 4' 34" NB, 4° 15' 38" OL | 46620  | Papaverhof, eengezinswoningen |
| Papaverhof, etagewoningen     | Woonhuis                 | 1919-22  | J. Wils   | Klimopstraat 2         | 52° 4' 35" NB, 4° 15' 39" OL | 46624  | Papaverhof, etagewoningen     |
| Papaverhof, eengezinswoningen | Woonhuis                 | 1919-22  | J. Wils   | Klimopstraat 3         | 52° 4' 33" NB, 4° 15' 42" OL | 46621  | Papaverhof, eengezinswoningen |
| Papaverhof, etagewoningen     | Woonhuis                 | 1919-22  | J. Wils   | Klimopstraat 58        | 52° 4' 33" NB, 4° 15' 44" OL | 46625  | Meer afbeeldingen             |
| Papaverhof, eengezinswoningen | Woonhuis                 | 1919-22  | J. Wils   | Magnoliastraat 7       | 52° 4' 30" NB, 4° 15' 39" OL | 46622  | Papaverhof, eengezinswoningen |
| Papaverhof, plantsoen         | Tuin, park en plantsoen  | 1919-22  | J. Wils   | Papaverhof bij 6       | 52° 4' 32" NB, 4° 15' 40" OL | 46623  | Papaverhof, plantsoen         |
| flat Segbroeklaan             | Woonhuis                 | 1957     |           | Segbroeklaan 508       | 52° 4' 42" NB, 4° 15' 38" OL | 530951 | flat Segbroeklaan             |

## Bomenbuurt
De Bomenbuurt in de wijk Bomen- en Bloemenbuurt kent 3 rijksmonumenten:
| Object                                                                                   | Oorspronkelijke functie? | Bouwjaar | Architect       | Locatie            | Coördinaten?                 | Nr.?   | Afbeelding                |
| ---------------------------------------------------------------------------------------- | ------------------------ | -------- | --------------- | ------------------ | ---------------------------- | ------ | ------------------------- |
| Dubbele machinistenwoning                                                                | Dienstwoning             | 1883-85  |                 | Houtrustweg 41     | 52° 4' 55" NB, 4° 16' 28" OL | 459796 | Dubbele machinistenwoning |
| Machinegebouw                                                                            | Industrie                | 1883-85  |                 | Houtrustweg 45     | 52° 4' 60" NB, 4° 16' 28" OL | 459795 | Machinegebouw             |
| Sluiskom, sluizen en toebehoren, onderdeel van het sluizencomplex met gemaal Houtrustweg | Waterkering en -doorlaat | 1883-85  | J. van der Vegt | Houtrustweg bij 45 | 52° 5' 0" NB, 4° 16' 29" OL  | 459797 | Meer afbeeldingen         |

## Vogelwijk
De Vogelwijk kent 2 rijksmonumenten:
| Object     | Oorspronkelijke functie? | Bouwjaar | Architect | Locatie        | Coördinaten?                | Nr.?   | Afbeelding |
| ---------- | ------------------------ | -------- | --------- | -------------- | --------------------------- | ------ | ---------- |
| Winjewanje | Woonhuis                 | 1924-27  |           | Nieboerweg 214 | 52° 5' 3" NB, 4° 15' 32" OL | 459740 | Winjewanje |
| Winjewanje | Woonhuis                 | 1924     |           | Nieboerweg 216 | 52° 5' 3" NB, 4° 15' 32" OL | 459741 | Winjewanje |

## Vruchtenbuurt
De Vruchtenbuurt kent 2 rijksmonumenten, beiden in de buurt Eykenduinen:
| Object                                                                                | Oorspronkelijke functie? | Bouwjaar | Architect     | Locatie                       | Coördinaten?                 | Nr.?   | Afbeelding        |
| ------------------------------------------------------------------------------------- | ------------------------ | -------- | ------------- | ----------------------------- | ---------------------------- | ------ | ----------------- |
| Ruïne van de toren en de grondslagen van een kerkje op de begraafplaats Eik en Duinen | Kerk en kerkonderdeel    | 15e eeuw |               | Laan van Eik en Duinen bij 38 | 52° 4' 3" NB, 4° 15' 53" OL  | 17652  | Meer afbeeldingen |
| Vrijstaande voormalige tuinderswoning in art nouveau                                  | Woonhuis                 | 1907     | J. van Rossum | Oude Haagweg 725              | 52° 3' 54" NB, 4° 15' 52" OL | 477275 | Meer afbeeldingen |